# Intercidades

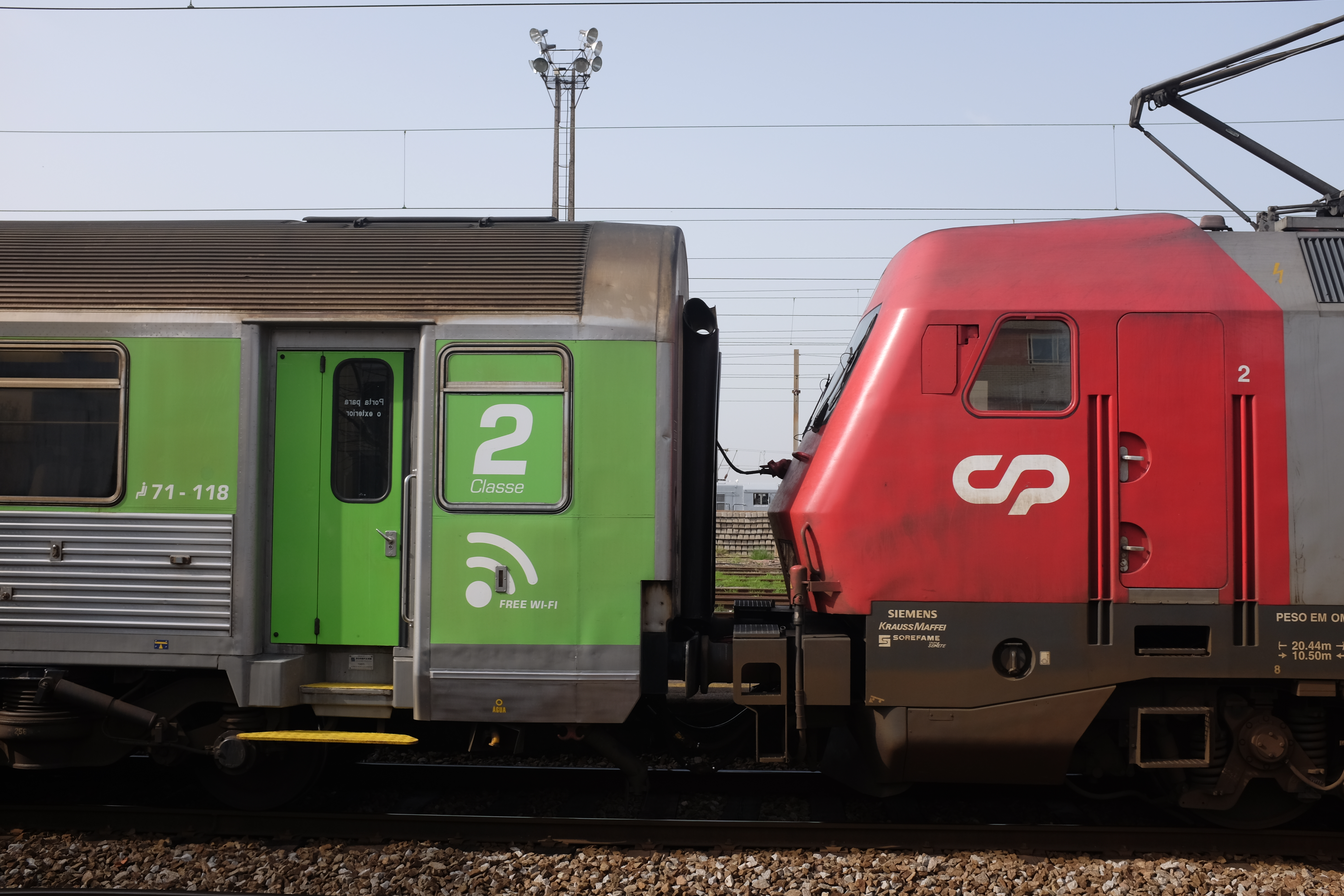
Une locomotive de la série 5600 à l'avant d'un train Intercidades.

Intercidades sont les trains InterCity portugais, créés en 1988.

## Services Actuels
Il existe 9 services: 
Lisbonne (Santa Apolónia)-Porto (Norte) (6 trains par jour dans chaque sens (12 trains). Arrêts intermédiaires : Lisbonne-Oriente, Vila Franca de Xira, Santarém, Entroncamento, Caxarias (2 trains dans chaque sens), Pombal, Alfarelos (2 trains dans chaque sens), Coimbra B, Pampilhosa (2 trains dans chaque sens), Mealhada (2 trains dans chaque sens), Aveiro, Estarreja (2 trains dans chaque sens), Ovar (2 trains dans chaque sens), Espinho, Vila Nova de Gaia, Porto-Campanhã
Lisbonne (Santa Apolónia)-Guimarães (Norte) [1 train par jour dans chaque sens (2 trains)]. Arrêts intermédiaires: Lisbonne-Oriente, Vila Franca de Xira, Santarém, Entroncamento, Caxarias, Pombal, Alfarelos, Coimbra B, Pampilhosa, Mealhada, Aveiro, Estarreja, Ovar, Espinho, Vila Nova de Gaia, Porto-Campanhã, Trofa, Santo Tirso, Guimarães
Lisbonne (Santa Apolónia)-Braga (Norte) [2 trains par jour dans chaque sens (4 trains)]. Arrêts intermédiaires: Lisbonne-Oriente, Vila Franca de Xira, Santarém, Entroncamento, Caxarias, Pombal, Alfarelos, Coimbra B, Pampilhosa, Mealhada, Aveiro, Estarreja, Ovar, Espinho, Vila Nova de Gaia, Porto-Campanhã, Famalicão, Nine, Braga

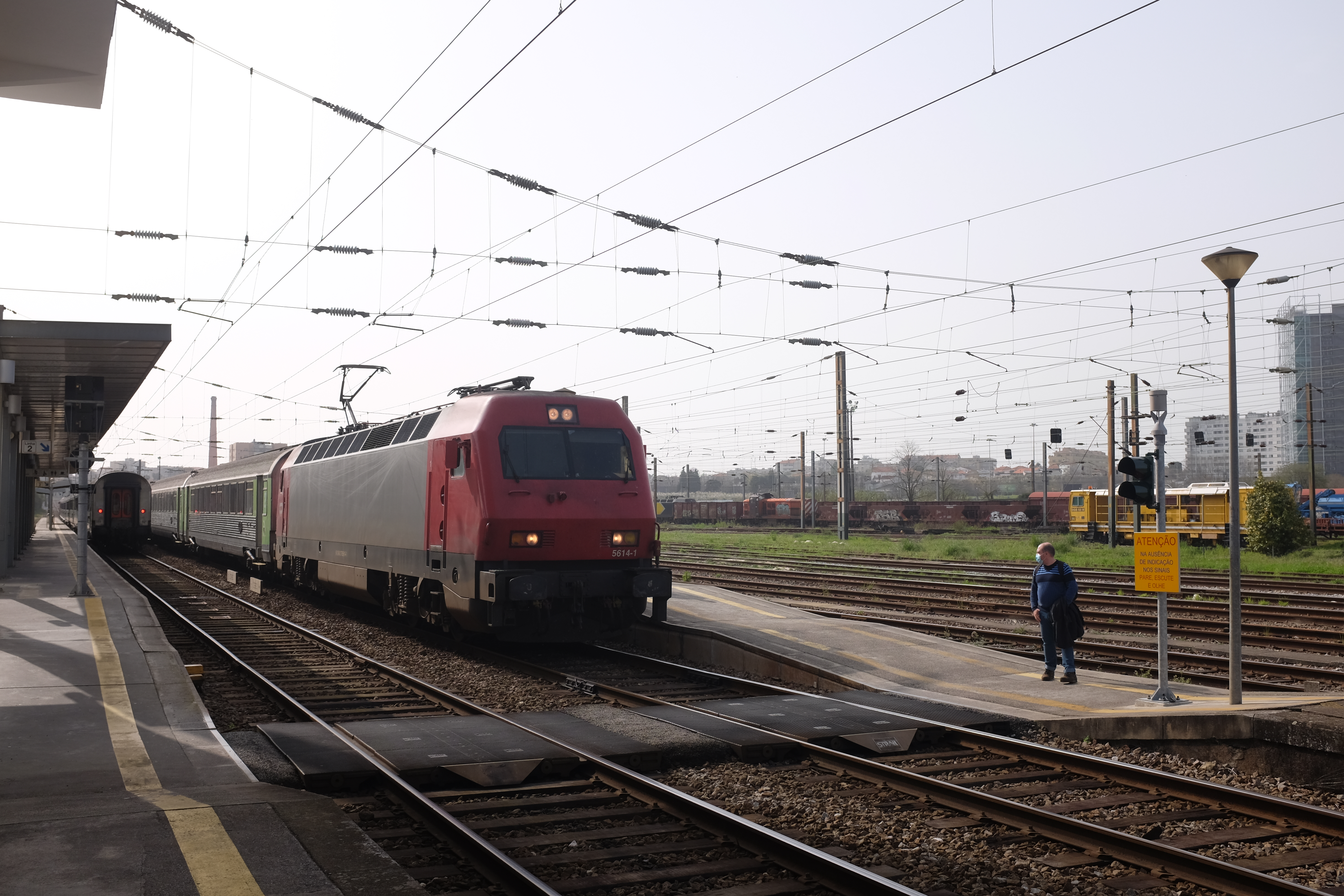
Un train Intercidades en gare de Vila nova de Gaia (Devesas).

Porto (Campanhã)-Coimbra B (Liaision au/du Sud Express/Lusitânia) [1 train par jour dans chaque sens (2 trains)]. Arrêts intermédiaires: Vila Nova de Gaia, Espinho, Ovar, Estarreja, Aveiro, Mealhada, Pampilhosa, Coimbra B
Lisbonne (Santa Apolónia)-Covilhã (Beira Baixa) [3 trains par jour dans chaque sens (6 trains)]. Arrêts intermédiaires: Lisbonne-Oriente, Vila Franca de Xira, Santarém, Entroncamento, Abrantes, Ródão, Castelo Branco, Fundão, Covilhã
Lisbonne (Santa Apolónia)-Guarda (Beira Alta) [3 trains par jour dans chaque sens (6 trains)]. Arrêts intermédiaires: Lisbonne-Oriente, Vila Franca de Xira, Santarém, Entroncamento, Fátima (Gare), Caxarias, Pombal, Alfarelos, Coimbra B, Mortágua (1 train dans chaque sens), Santa Comba Dão, Carregal do Sal (1 train/chaque sens), Nelas, Mangualde, Fornos de Algodres (1 train/chaque sens), Celorico da Beira, Vila Franca das Naves (1 train/chaque sens), Guarda
Lisbonne (Oriente)-Faro (Sul/Algarve) [3 trains par jour dans chaque sens (6 trains)]. Arrêts intermédiaires: Lisbonne-Entrecampos, Lisbonne-Sete Rios, Pragal, Pinhal Novo, Setúbal, Alcácer do Sal, Grândola, Ermidas-Sado, Funcheira, Messines-Alte, Santa Clara-Saboia, Messines-Alte, Tunes, Albufeira, Loulé, Faro
Lisbonne (Oriente)-Évora-(Beja) (Alentejo) [4+4 (3+3, week-end) trains par jour dans chaque sens (8+8 trains)]. Arrêts intermédiaires: Lisbonne-Entrecampos, Lisbonne-Sete Rios, Pragal, Pinhal Novo, Poceirão (1 train/chaque sens, Lundi-Vendredi), Fernando Pó (1 train/chaque sens, Lundi-Vendredi), Pegões (1 train/chaque sens, Lundi-Vendredi), São João das Craveiras (1 train/chaque sens, Lundi-Vendredi), Vendas Novas, Casa Branca, Évora. Liaison à Beja Arrêts intermédiaires: Casa Branca, Alcáçovas, Vila Nova da Barónia, Cuba, Beja

## Services Anciens
Norte (Nord):
Lisbonne-Braga (1988-2004), mis en place par le service Alfa Pendular et par le service IC de Guimarães; Lisbonne-Aveiro (1989-1991), prolongé jusqu'à Porto; Porto-Viana do Castelo (1989-1992), Nine-Viana do Castelo (liaison au Porto) (1992-1994). Remise à 2013.  
Douro:
Porto (São Bento)-Régua (1988-1998), mis en place par le service InterRegional; 
IC week-end, vendredi vers Régua, dimanche vers Porto (2002-2004), en 2004 passe à demi-quotidien jusqu'à 2006 et est mis en place par le renforcement des services régionaux dans la Ligne du Douro.
Oeste (Ouest):
Lisbonne (Rossio)-Leiria (1988-1991), prolongé jusqu'à Figueira da Foz (1991-1998) avec origine/destination à Lisbone-Santa Apolónia, mis en place par le service InterRegional;
Lisbonne-Leiria IC week-end, vendredi vers Leiria, dimanche vers Lisbonne (2002-2005)
Sul (Sud):
Barreiro-Vila Real de Santo António, voitures directes jusqu'à Lagos (1988-1994), depuis Barreiro-Faro (1994-2004), avec l'ouverture de la liaison directe de Lisbonne au sud, les services de long distance ne sortent plus du Barreiro, l'IC sort depuis cette date de Lisbonne-Oriente;
Barreiro-Évora-Beja (1989-1997) mis en place par le service InterRegional, service IC retourné à l'Alentejo depuis 2004.   

## Matériel Roulant Actuel
Locomotives:
Série 5600: Tous les services à rame remorquée (V200)
Série 2240 (Livrée Jaune): Beira Baixa (V120)
Voitures:
Sorefame IC;
Corail.